# AI–25
Az Ivcsenko AI–25 (AI – Alekszandr Ivcsenko) a Szovjetunióban, a zaporozsjei (ma: Zaporizzsja, Ukrajnában) Progressz tervezőirodában kifejlesztett kétáramú gázturbinás sugárhajtómű. Sorozatgyártását a zaporizzsja Motor Szics gépgyár végzi. Az AI–25-t elsősorban a Jak–40 utasszállító repülőgépen és a csehszlovák L–39 Albatros különféle változatain alkalmazzák.

## Története
A hajtóművet az 1960-as évek felső felében fejlesztették ki a Progressz tervezőirodában Alekszandr Ivcsenko vezetésével a Jakovlev tervezőiroda új sugárhajtású utasszálló repülőgépe, a Jak–40-es számára. Az első prototípus 1965-ben készült el. Első alkalmazására 1966. október 21-én került sor, amikor ezzel a hajtóművel emelkedett először a levegőbe a Jak–40-es utasszállító repülőgép. Sorozatgyártását 1967 szeptemberében hagyták jóvá.
1975-ben a hajtómű 2M jelzésű sorozatát építették be a lengyel PZL M–15 Belphegor sugárhajtású mezőgazdasági repülőgépbe. A Belphegor azonban nem lett sikeres, mindössze 157 darabot gyártottak belőle.
Az AI–25 továbbfejlesztett változatát, az AI–25TL hajtóművet választották a csehszlovák Aero Vodochody repülőgépgyár L–39 Albatros gyakorló repülőgégéhez. Az első AI–25TL 1971-ben készült el, majd 1972-ben tesztelték az L–39-esen. Sorozatgyártását 1973-ban hagyták jóvá, mely Csehszlovákiában (Szlovákiában) folyt. Az AI–25-ös alapváltozathoz képest több módosítást hajtottak végre, melyekre a harci repülőgép jelentette követelmények miatt volt szükség. Így módosították a kenési rendszerét, biztosítva ezáltal a tartós háton repülés közbeni megbízható működést. Javítottak a hajtómű gázdinamikai tulajdonságain is, ezáltal ellenállóbbá vált a tűzfegyverek jelentette hatásoknak (a szívócsőbe jutó lőporgázok) és a műrepülés során jelentkező hatásoknak. Az alapváltozattal ellentétben a nagynyomású turbina lapátjai hűtöttek, valamint növelték a nagynyomású kompresszor fokozatainak számát is.
Az AI–25Tl kisebb méretű változatát, az AI–25TLK hajtóművet a kínai JL–8 sugárhajtású gyakorló és könnyű harci repülőgépbe építették. Kína 58 darab hajtóművet rendelt, melyeket 1997-ben szállított az ukrán gyártó cég. A hajtómű 1998-tól gyártott kínai licenc-változatát később a JL–8-as gép VSZ–11-es változatánál alkalmazták.
Az AI–25LT 2-es sorozatát szánták eredetileg a MiG–AT gyakorló repülőgép vadászbombázó változatához, a MiG–UTSZ-hez, de végül más hajtóműveket választottak.
Legutolsó változata az AI–25TL továbbfejlesztett, modernizált változata, az AI–25TLS, melyet az 1990-es évek végén fejlesztettek ki az L–39 Albatros gépek üzemidő-hosszabbítása céljából. Növelték a hajtómű tolóerejét és javítottak a gyorsítási tulajdonságain. Az új hajtóművel az L–39 Albatros gépek üzemideje 10–15 évvel hosszabbítható meg. Ukrajnában az első AI–25TLS hajtóművel felszerelt Albatros 2002-ben repült először. A hajtóművet 2006-tól gyártják sorozatban.
Az alapváltozatból több mint 6300, az AI–25TL-ből és változataiból több mint 5000 készült napjainkig, sorozatgyártása jelenleg is folyik az ukrajnai Motor Szics vállalatnál.
A hajtómű jelentősen módosított, Csehszlovákiában, majd Szlovákiában a vágbesztercei Vág-menti Gépgyárban (Považské strojárne) gyártott változata a DV–2 gázturbinás sugárhajtómű.

## Szerkezeti kialakítása
Kéttengelyes kialakítású, axiális átömlésű kétáramú gázturbinás sugárhajtómű. Kompresszora kétrészes. A kisnyomású rész (turbóventilátor) három fokozatból áll. A belső áramkörben elhelyezkedő nagynyomású kompresszor kilenc fokozatú. A nagynyomású kompresszor és a turbinák között gyűrűs égéstér helyezkedik el. A nagynyomású turbina kétfokozatú, melyet csőtengely köt össze a nagynyomású kompresszorral. A kisnyomású turbina egyfokozatú, ez a nagynyomású rész csőtengelyében futó tengelyen keresztül hajtja meg a kisnyomású turbinát.

## Alkalmazása
- Jak–40 – AI–25 alapváltozat
- PZL M–15 Belphegor – AI–25
- L–39 Albatros – AI–25TL, AI–25TLS
- JL–8 – AI–25TLK

## Műszaki adatok (AI–25TL)
- Hossz: 3350 mm
- Magasság: 958 mm
- Szélesség: 985 mm
- Száraz tömeg: 350 kg
- Maximális tolóerő: 16,9 kN
- Nyomásviszony: 9,5
- Kétáramsági fok: 2,1
- Gázhőmérséklet a turbina előtt: 1145 °C
- Fajlagos üzemanyagfogyasztás: 0,0586 kg/N·h

## Külső hivatkozások
- A hajtóművet kifejlesztő ZMKB Progressz tervezőiroda honlapja
- A hajtómű sorozatgyártását végző Motor Szics honlapja
- Az AI–25TL és AI–25TLK hajtómű a gyártó Motor Szics honlapján (angolul)
- Az AI–25TLS hajtómű a gyártó Motor Szics honlapján (angolul) Archiválva 2010. január 4-i dátummal a Wayback Machine-ben
- Az AI–25 sugárhajtómű az Ugolok nyeba (airwar.ru) oldalán (oroszul)